# Simon bar Sabbae
Simon bar Sabbae, Mar Shimun Bar Sabbae (en syriaque : ܡܪܝ ܫܡܥܘܢ ܒܪܨܒܥܐ) mort en 341, était évêque et deuxième catholicos de Séleucie et Ctésiphon.

## Biographie
Il est élu en 326/327 à la suite de la mort de son prédécesseur Papa bar Aggai, dont il était coadjuteur depuis 316. À cette époque, la Perse était en guerre contre l'Empire romain, et lorsque l'empereur perse Chapour II — de la famille duquel Simon était par ailleurs proche — augmenta les impôts exigés des chrétiens pour faire face aux dépenses de guerre, Simon refuse. Simon est alors accusé de fraterniser avec l'Empire romain et, pour cette raison, Shapour II ordonne la mort de tous les prêtres chrétiens, ce qui était une occasion de se débarrasser d'une communauté hostile à un conflit avec la Byzance chrétienne.
Les chrétiens furent alors persécutés, et les églises détruites, entre 341 et 345. Simon ayant refusé d'idolâtrer le soleil comme le zoroastrisme l'exigeait, fut décapité un Vendredi saint, le 17 avril 341, avec de nombreux religieux et laïcs : Abdella (ou Abdhaihla), Ananias (Hannanja), Chusdazat (Guhashtazad, Usthazan, ou Gothazat), le prêtre Pusai (Pusei, Phusikos, Fusicus, Pusicius) avec sa fille Askitrea (« Vierge et martyre »), l'eunuque Gochth (Azad / Asatus)... Les estimations du nombre des victimes varient selon les sources, allant de 100 à 1 150. Al Masû'dî estime même 200 000 tués et Sozomène 16 000 au total.

## Vénération
Martyr et saint, il est vénéré le 17 avril par l'Église orthodoxe et l'Église catholique latine, le 14 avril dans l'Église catholique syriaque, et le 30 avril dans l'Église grecque-catholique melkite.